# Eduard Friedrich Ferdinand Beer
Eduard Friedrich Ferdinand Beer (* 15. Juni 1805 in Bautzen; † 5. April 1841 in Leipzig) war ein deutscher Orientalist, Epigraphiker und Paläograf.

## Leben

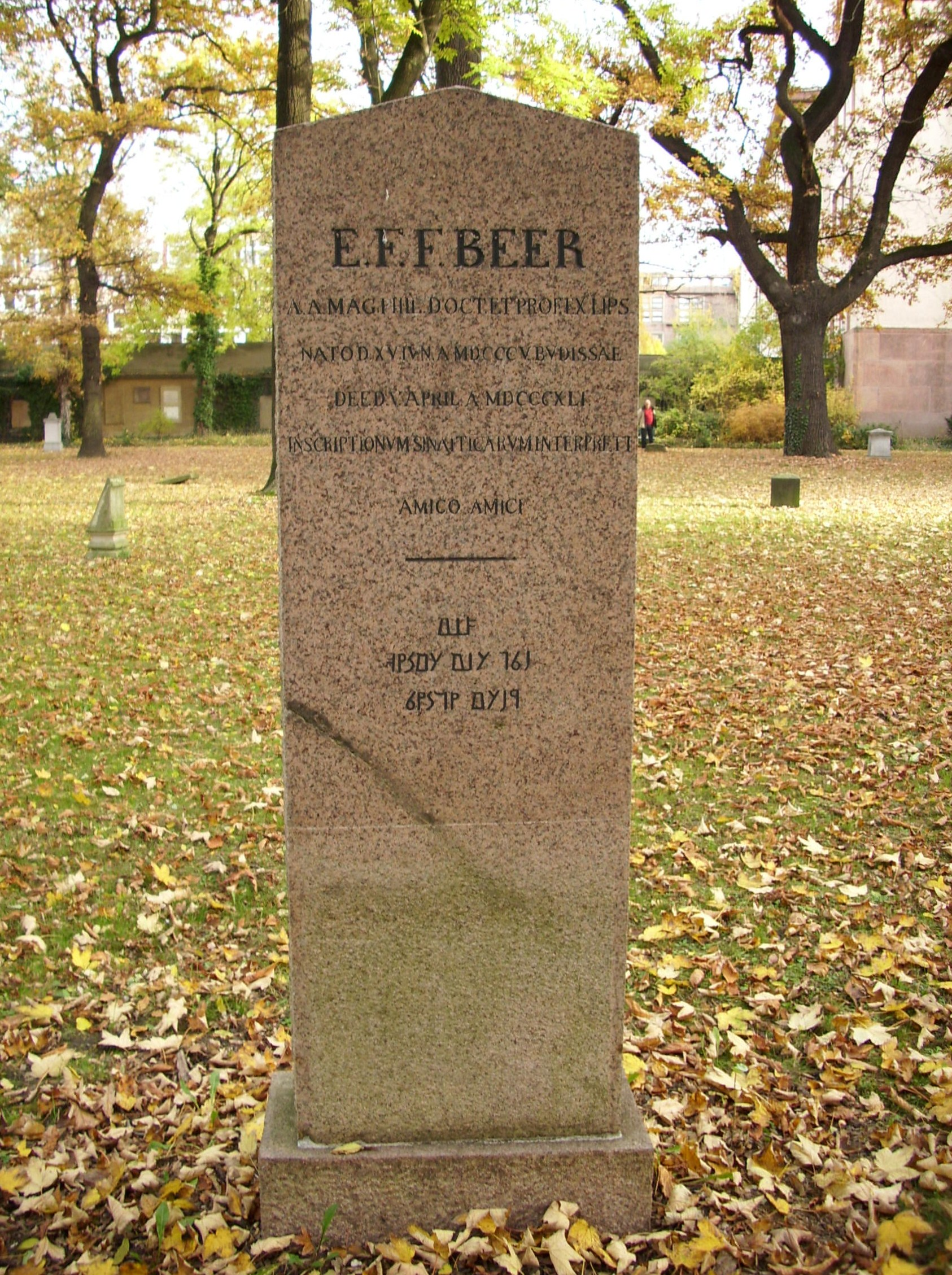
Grabstein Eduard Friedrich Ferdinand Beer, Alter Johannisfriedhof Leipzig

Eduard Friedrich Ferdinand Beer wurde am 15. Juni 1805 in Bautzen als Sohn des Schneiders Leonhard Beer (1775–1827) und dessen 1785 geborener Frau Erdmuthe Eleonora Dorothea, der Tochter des Schneiders Gottlieb Apelt (1753–1805) und dessen Frau Rosina Dorothea Friese (1761–1810), geboren. Schon seit seiner Kindheit interessierte sich Beer für Sprachen. Ab 1817 besuchte er ein Gymnasium in seiner Heimatstadt. Zwei Jahre später begann er, die hebräische Sprache zu erlernen, beschäftigte sich aber auch generell mit den semitischen Sprachen. Zu Ostern 1824 begann er ein Orientalistikstudium an der Universität Leipzig. Seine Lehrer waren Ernst Friedrich Karl Rosenmüller, Gustav Seyffarth und Heinrich Leberecht Fleischer. Außerdem befreundete er sich mit dem ebenfalls studierenden Orientalisten Bernhard Dorn. Weil schon 1827 der Vater starb, hatte Beer Probleme, sein Studium zu finanzieren. Daher betätigte er sich nebenbei als Korrektor. Trotzdem konnte er Grundlagen für sein Hauptwerk liefern, auch eine schwere Krankheit 1828 hielt ihn davon nicht ab. Beer gehörte an der Universität der hebräischen Gesellschaft Georg Benedikt Winers an.
1833 schloss Beer sein Studium ab. Durch ein Stipendium konnte er in diesem Jahr von der Universität auch zum Doktor der Philologie promoviert werden. Außerdem habilitierte er sich in diesem Jahr für orientalistische Philologie, seine Habilitationsschrift Inscriptiones et papyri veteres semitici, quotquot in Aegypto reperti sunt, editi et inediti, recensiti et ad originem hebraeo-judaicam relati, cum Palaeographia hebraea concinnata konnte jedoch nicht publiziert werden; denn Wilhelm Gesenius hatte bereits kurz zuvor ein Werk veröffentlicht, das den Großteil des Stoffs von Beers Arbeit enthielt. Noch in diesem Jahr stellte ihn die philosophische Fakultät als Privatdozent an.
In dieser Zeit schrieb Beer für Literaturzeitschriften, eher unregelmäßig, da er seine Vorlesungen vorbereiten musste. Im Jahr 1838 wurde er schließlich nach einer Rezension von Keilinschriften anderer Forscher in der Halleschen Literatur-Zeitung zum außerordentlichen Professor für semitische Paläografie befördert. Dieses Amt hielt er bis zu seinem Tode inne. Am 5. April 1841 verstarb er in Leipzig im Alter von 35 Jahren an einem Blutsturz, der eine Folge einer Lungenerkrankung war, an der Beer schon seit seiner Jugend litt.
Beer hatte Kenntnisse der hebräischen, der englischen, der französischen und der italienischen Sprache sowie des Sanskrit. Neben seiner universitären Arbeit befasste er sich mit der Gärtnerei und dem Schachspiel. Er war der Erste, der sich mit den Inschriften der Nabatäer beschäftigte und begründete dieses Zweiggebiet der semitischen Epigraphik. So deutete er in seinem Hauptwerk erstmals Inschriften der Sinaihalbinsel. Trotzdem war sein Leben nicht von Erfolg gemessen. Auch während seiner Zeit als Professor erhielt er abgesehen von einigen Gratifikationen keinerlei Gehalt, sodass er sein Leben lang verarmt war.

## Werke
- Inscriptiones veteres litteris et lingua hucusque incognitis ad montem Sinai magno numero servatae, Fasc. 1 (Leipzig 1840)
- Studia Asiatica, Fasc. 3 (Leipzig 1840)
- Erklärung der sinaitischen Inschriften (1840)